# Lennard Sowah
Lennard Adjetey Sowah (* 23. August 1992 in Hamburg) ist ein deutscher Fußballspieler ghanaischer Abstammung. Seine bevorzugte Position ist die linke Außenverteidigung.

## Karriere

### Vereine
Sowah begann seine Karriere beim SC Urania Hamburg und spielte in der Saison 2006/07 für den FC St. Pauli. Zur Saison 2007/08 wechselte er zum FC Arsenal, verließ den Verein jedoch nach einem Jahr wieder und wechselte zum FC Portsmouth. Am 3. April 2010 debütierte er in der Premier League, als er beim Spiel gegen die Blackburn Rovers eingewechselt wurde. Im Juli 2010 wechselte er zum Hamburger SV, bei dem er einen Vertrag bis 2013 erhielt. Dort spielte er in den Saisons 2010/11 und 2011/12 in der zweiten Mannschaft.
In der Winterpause 2011/12 wurde Sowah bis Saisonende an den FC Millwall verliehen, wo er allerdings nicht zum Einsatz kam. Nach Auslaufen seines Vertrags verließ er den Hamburger SV nach der Saison 2012/13.
Nachdem Sowah ein Jahr lang vereinslos gewesen war, schloss er sich zur Saison 2014/15 dem dänischen Erstligisten FC Vestsjælland an. Nach nur drei Einsätzen und dem Abstieg des FC Vestsjælland kehrte Sowah Ende Juli 2015 zum Hamburger SV zurück. Er erhielt einen Vertrag für die zweite Mannschaft (U23) bis zum Ende der Regionalliga-Saison 2015/16. Für die Zweitvertretung des HSV kam er allerdings nur zu vier Einsätzen. Nachdem sein Vertrag ausgelaufen war, verließ Sowah den Verein wieder.
Im Oktober 2016 unterschrieb Sowah einen Vertrag beim schottischen Erstligisten Hamilton Academical. Anfang Januar 2017 verließ Sowah den Verein nach 7 Ligaeinsätzen (6-mal von Beginn) bereits mit seinem Vertragsende und wechselte zum Ligakonkurrenten Heart of Midlothian. Dort kam er bis zum Saisonende zu 11 Ligaeinsätzen (alle von Beginn).
Zur Saison 2017/18 schloss sich Sowah dem polnischen Erstligisten KS Cracovia an. Dort kam er zu 7 Einsätzen (6-mal von Beginn) in der Ekstraklasa, ehe er den Verein im März 2018 verließ. Zur Saison 2018/19 kehrte Sowah zu Hamilton Academical zurück. Er spielte 18-mal in der Scottish Premiership und verließ den Verein nach einem Jahr.
Nachdem Sowah in der Saison 2019/20 vereinslos gewesen war, absolvierte er im Juli 2020 ein Probetraining beim VfB Lübeck, wurde vom Drittligaaufsteiger jedoch nicht verpflichtet. Somit blieb der 28-Jährige auch die gesamte Saison 2020/21 vereinslos.
Im August 2021 schloss sich Sowah nach zweijähriger Vereinslosigkeit in der fünftklassigen Oberliga Hamburg der TuS Dassendorf an, bei der er auf die ehemaligen Profis Maximilian Ahlschwede, Martin Harnik, Zhi Gin Lam und Mattia Maggio trifft.

### Nationalmannschaft
Im Jahr 2008 absolvierte Sowah zwei Spiele für die deutsche U-16-Nationalmannschaft. Am 4. Mai 2010 debütierte er in der deutschen U-18-Nationalmannschaft, am 18. August 2010 in der U-19.